# Ryōko Nagata
Ryōko Nagata (jap. 永田 亮子 Nagata Ryōko; ur. 23 lutego 1975) – japońska seiyū pochodząca z prefektury Gifu, pracuje dla Vi-Vo.

## Filmografia
Ważniejsze role są pogrubione

### Seriale anime
- Azumanga Daioh (kilka mniejszych ról)
- Black Blood Brothers (Mimiko Katsuragi)
- Canvas 2 ~Niji Iro no Sketch~ (Aya Misaki)
- Cybuster (Sayuri)
- Daphne in the Brilliant Blue (dziennikarz B)
- De:vadasy (Matsudo Naoki)
- Eat-Man '98 (Chibi, Naomi)
- Fancy Lala (dziecko (odc. 8), Haruka (odc. 18), uczeń (odc. 1), uczeń C (odc. 3))
- Geneshaft (Ling, Emma)
- Go! Go! Itsutsugo Land (Kurumi-sensei)
- Growlanser IV (Rems)
- Heat Guy J (Cynthia)
- Kiddy Girl-and (Éclair)
- seria: Kiddy Grade (Éclair)
- Last Exile (Winna Lightning)
- Magical Play (Ketchup)
- Magical Play 3D (Ketchup)
- Melancholia Haruhi Suzumiyi (Takako Nakanishi)
- Mermaid Melody Pichi Pichi Pitch (Noel)
- Pani Poni Dash! (Asou-sensei)
- Paranoia Agent (kilka mniejszych ról)
- Power Stone (Rouge)
- Prince Mackaroo (Shimizu)
- Red Garden (Emma)
- Rune Soldier (Joan)
- Shadow Skill (Gau jako dziecko)
- Silent Möbius (głos ATM (odc. 16), młoda Rosa))
- Solty Rei (Jeremy Kolbel)
- Stitch! (Kawasaki-Sensei)
- Uta-Kata (Hinata-sensei)
- Yoiko (Fuuka Esumi)

### Gry
- Growlanser IV: Wayfarer of the Time (Remus)
- InuYasha: The Secret of the Cursed Mask (Kaname Kururugi)
- Shadow Hearts: From The New World (Shania)
- Super Robot Wars Original Generations (Lalia)
- Super Robot Wars Original Generation Gaiden (Lalia)